# Piceglia
Il Piceglia (in dialetto locale Puceglia) è un ruscello campano, affluente destro del fiume Sele.
La sorgente del Piceglia si trova sul territorio del comune di Senerchia. Fino agli anni sessanta azionava un mulino posto a valle dell'abitato, tutt'oggi esistente, che permette di attestare a Senerchia una sede marchesale.
Il Piceglia dà anche il nome alla contrada omonima di Senerchia.